# 卡爾·安東·奧古斯特
卡爾·安東·奧古斯特（丹麥語：Karl Anton August，1727年8月10日—1759年9月12日），什勒斯維希-霍爾斯坦-森訥堡-貝克公爵彼得·奧古斯特的次子，歐登堡王朝的成員。

## 家庭
1754年，卡爾·安東·奧古斯特與表妹夏洛特結婚。夏洛特的父親是多納-萊斯特瑙的阿爾布雷希特·克里斯托夫，母親是卡爾·安東·奧古斯特的姑姑索菲·亨麗埃特。兩人的獨子腓特烈·卡爾·路德維希於1757年出生。